# Christian August Lorentzen
Christian August Lorentzen (né 10 août 1749 à Sønderborg et mort le 8 mai 1828 à Copenhague) est un peintre danois.

## Carrière
En 1803, il devint professeur à l'Académie royale des beaux-arts du Danemark, puis, en 1809 et 1810, directeur de l'académie.

## En images

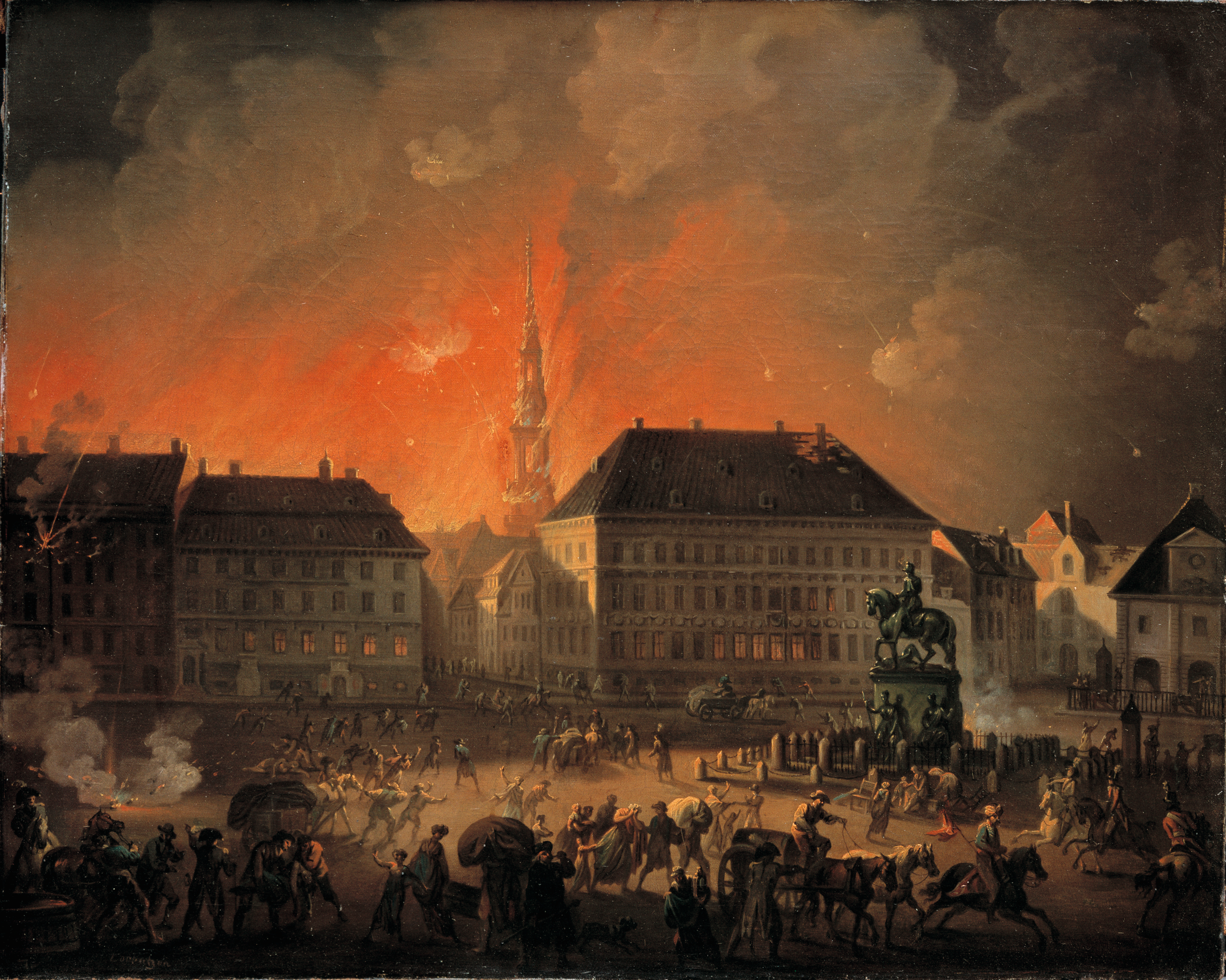
Bombardement de Copenhague en 1807, Statens Museum for Kunst.
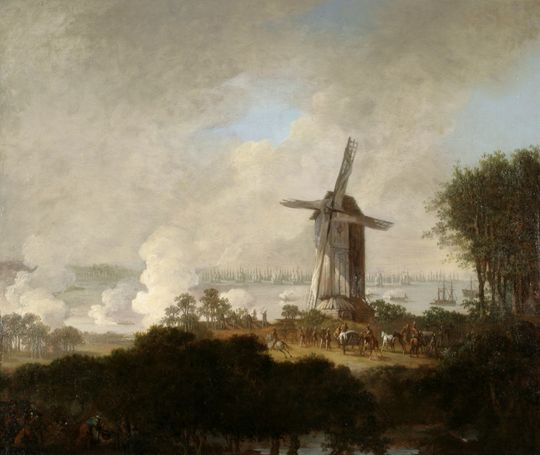
Bateaux de guerre, Musée de Copenhague.